# Discografia dei Maroon 5
Questa che segue è la discografia dei Maroon 5, gruppo musicale pop rock statunitense.

## Album

### Album in studio
| Anno | Titolo                                                                                        | Classifiche | Classifiche | Classifiche | Classifiche | Classifiche | Classifiche | Classifiche | Classifiche |
| Anno | Titolo                                                                                        | USA         | AUS         | CAN         | IRL         | NLD         | NZL         | ITA         | UK          |
| ---- | --------------------------------------------------------------------------------------------- | ----------- | ----------- | ----------- | ----------- | ----------- | ----------- | ----------- | ----------- |
| 2002 | Songs About Jane - Data di pubblicazione: 25 giugno 2002 - Etichetta: J, Octone               | 6           | 1           | 3           | 1           | 2           | 1           | 10          | 1           |
| 2007 | It Won't Be Soon Before Long - Data di pubblicazione: 22 maggio 2007 - Etichetta: A&M, Octone | 1           | 5           | 2           | 3           | 4           | 2           | 4           | 1           |
| 2010 | Hands All Over - Data di pubblicazione: 21 settembre 2010 - Etichetta: A&M, Octone            | 2           | 7           | 5           | 13          | 8           | 12          | 10          | 6           |
| 2012 | Overexposed - Data di pubblicazione: 21 giugno 2012 - Etichetta: A&M, Octone                  | 2           | 4           | 3           | 3           | 3           | 3           | 3           | 2           |
| 2014 | V - Data di pubblicazione: 2 settembre 2014 - Etichetta: Interscope                           | 1           | 4           | 1           | 7           | 11          | 11          | 2           | 4           |
| 2017 | Red Pill Blues - Data di pubblicazione: 3 novembre 2017 - Etichetta: 222, Interscope          | 2           | 7           | 2           | 21          | 21          | 6           | 15          | 12          |
| 2021 | Jordi - Data di pubblicazione: 11 giugno 2021 - Etichetta: 222, Interscope                    | 8           | 11          | 8           | 35          | 25          | 18          | 40          | 19          |

### Album di remix
- 2008 – Call and Response: The Remix Album

### Album dal vivo
- 2004 – 1.22.03.Acoustic
- 2005 – Live - Friday the 13th
- 2008 – Live from SoHo
- 2008 – Live from Le Cabaret

### Raccolte
- 2007 – The B-Side Collection
- 2015 – Singles

## Singoli
| Anno                                                                          | Titolo                                         | Classifiche | Classifiche | Classifiche | Classifiche | Classifiche | Classifiche | Classifiche | Classifiche | Classifiche | Album di provenienza         |
| Anno                                                                          | Titolo                                         | USA         | USA Adult   | AUS         | CAN         | IRL         | NLD         | NZL         | ITA         | UK          | Album di provenienza         |
| ----------------------------------------------------------------------------- | ---------------------------------------------- | ----------- | ----------- | ----------- | ----------- | ----------- | ----------- | ----------- | ----------- | ----------- | ---------------------------- |
| 2002                                                                          | Harder to Breathe                              | 18          | 15          | 37          | —           | 34          | 52          | 33          | 28          | 13          | Songs About Jane             |
| 2004                                                                          | This Love                                      | 5           | 1           | 8           | 2           | 6           | 3           | 4           | 3           | 3           | Songs About Jane             |
| 2004                                                                          | She Will Be Loved                              | 5           | 1           | 1           | 10          | 3           | 6           | 18          | 3           | 4           | Songs About Jane             |
| 2004                                                                          | Sunday Morning                                 | 31          | 4           | 27          | —           | 22          | 20          | 21          | —           | 27          | Songs About Jane             |
| 2005                                                                          | Must Get Out                                   | —           | —           | —           | —           | 34          | 8           | 38          | —           | 39          | Songs About Jane             |
| 2007                                                                          | Makes Me Wonder                                | 1           | 2           | 6           | 1           | 10          | 7           | 8           | 3           | 2           | It Won't Be Soon Before Long |
| 2007                                                                          | Wake Up Call                                   | 19          | 3           | 19          | 6           | 35          | 20          | 32          | 8           | 33          | It Won't Be Soon Before Long |
| 2007                                                                          | Won't Go Home Without You                      | 48          | 3           | 7           | 16          | 28          | 28          | 20          | 15          | 44          | It Won't Be Soon Before Long |
| 2008                                                                          | If I Never See Your Face Again (feat. Rihanna) | 51          | 10          | 11          | 12          | 16          | 11          | 21          | 15          | 28          | It Won't Be Soon Before Long |
| 2008                                                                          | Goodnight, Goodnight                           | —           | —           | —           | —           | —           | —           | —           | —           | —           | It Won't Be Soon Before Long |
| 2010                                                                          | Misery                                         | 14          | 1           | 28          | 13          | 10          | 10          | 38          | 19          | 30          | Hands All Over               |
| 2010                                                                          | Give a Little More                             | 86          | 10          | —           | 91          | —           | 41          | —           | 30          | —           | Hands All Over               |
| 2011                                                                          | Never Gonna Leave This Bed                     | 55          | 4           | —           | —           | —           | 29          | —           | —           | —           | Hands All Over               |
| 2011                                                                          | Moves like Jagger (feat. Christina Aguilera)   | 1           | 1           | 2           | 1           | 1           | 1           | 1           | 2           | 2           | Hands All Over               |
| 2012                                                                          | Payphone (feat. Wiz Khalifa)                   | 2           | 1           | 2           | 1           | 2           | 8           | 2           | 1           | 1           | Overexposed                  |
| 2012                                                                          | One More Night                                 | 1           | 5           | 2           | 2           | 16          | 15          | 1           | 13          | 8           | Overexposed                  |
| 2012                                                                          | Daylight                                       | 7           | 1           | 19          | 5           | 37          | 29          | 11          | 18          | 63          | Overexposed                  |
| 2013                                                                          | Love Somebody                                  | 10          | 12          | —           | 10          | 56          | —           | 34          | —           | —           | Overexposed                  |
| 2014                                                                          | Maps                                           | 6           | 1           | 30          | 1           | 22          | 14          | 16          | 4           | 2           | V                            |
| 2014                                                                          | It Was Always You                              | 45          | —           | —           | —           | —           | —           | —           | —           | —           | V                            |
| 2014                                                                          | Animals                                        | 3           | 1           | 62          | 2           | 23          | 18          | 11          | 13          | 27          | V                            |
| 2015                                                                          | Sugar                                          | 2           | 1           | 6           | 2           | 5           | 9           | 3           | 6           | 7           | V                            |
| 2015                                                                          | This Summer's Gonna Hurt like a Motherfucker   | 23          | 7           | 70          | 16          | 46          | —           | —           | 31          | 40          | V                            |
| 2015                                                                          | Feelings                                       | —           | 16          | —           | —           | —           | —           | —           | —           | —           | V                            |
| 2016                                                                          | Don't Wanna Know (feat. Kendrick Lamar)        | 6           | 1           | 6           | 6           | 6           | 10          | 4           | 4           | 5           | /                            |
| 2017                                                                          | Cold (feat. Future)                            | 16          | 5           | 27          | 12          | 21          | 36          | 29          | 13          | 24          | /                            |
| 2017                                                                          | What Lovers Do (feat. SZA)                     | 9           | 3           | 7           | 6           | 7           | 10          | 6           | 5           | 12          | Red Pill Blues               |
| 2017                                                                          | Whiskey                                        | —           | —           | —           | —           | —           | —           | —           | —           | —           | Red Pill Blues               |
| 2017                                                                          | Wait                                           | 24          | 4           | 91          | 35          | 82          | —           | —           | —           | 79          | Red Pill Blues               |
| 2018                                                                          | Girls like You (feat. Cardi B)                 | 1           | 1           | 2           | 1           | 5           | 18          | 1           | 5           | 7           | Red Pill Blues               |
| 2019                                                                          | Memories                                       | 2           | 1           | 2           | 2           | 5           | 3           | 2           | 10          | 5           | Jordi                        |
| 2020                                                                          | Nobody's Love                                  | 41          | 7           | 70          | 33          | 65          | —           | —           | —           | 84          | Jordi                        |
| 2021                                                                          | Beautiful Mistakes (feat. Megan Thee Stallion) | 13          | 1           | 36          | 7           | 36          | 21          | —           | 39          | 50          | Jordi                        |
| 2021                                                                          | Lost                                           | —           | 18          | 88          | 69          | 100         | —           | —           | —           | —           | Jordi                        |
| 2022                                                                          | Lovesick                                       | —           | —           | —           | —           | —           | —           | —           | —           | —           | Jordi                        |
| "—" indica una pubblicazione non classificata o non pubblicata in quel Paese. |                                                |             |             |             |             |             |             |             |             |             |                              |

## Altri brani entrati in classifica
| Anno                                                                          | Titolo                | Classifiche | Classifiche | Classifiche | Album di provenienza                                   |
| Anno                                                                          | Titolo                | USA         | US Dance    | POR         | Album di provenienza                                   |
| ----------------------------------------------------------------------------- | --------------------- | ----------- | ----------- | ----------- | ------------------------------------------------------ |
| 2007                                                                          | Nothing Lasts Forever | 123         | —           | —           | It Won't Be Soon Before Long                           |
| 2007                                                                          | Everyday People       | —           | —           | 37          | Different Strokes by Different Folks (Various Artists) |
| 2009                                                                          | Not Falling Apart     | —           | 3           | —           | Call and Response: The Remix Album                     |
| "—" indica una pubblicazione non classificata o non pubblicata in quel Paese. |                       |             |             |             |                                                        |